# دائرة أحواز القنيطرة
دائرة أحواز القنيطرة هي إحدى دوائر إقليم القنيطرة، التابع لجهة الرباط سلا القنيطرة، المملكة المغربية. تضم الدائرة 4 جماعات قروية، وبلغ عدد سكانها 73876 فرداً سنة 2004 حسب الإحصاء الرسمي للسكان والسكنى. يتبع للدائرة 12 مشيخة و76 دوار.

## التقسيمات الإداريّة
تعتبر دائرة أحواز القنيطرة إحدى الدوائر المشكّلة لإقليم القنيطرة، وهو التقسيم الإداري من المستوى الرابع المعتمد في المغرب. ينقسم إقليم القنيطرة إلى 20 جماعات قروية تختلف من حيث السكان والمساحة، والتي بدورها تنقسم إلى مشيخات تضم عدداً من الدواوير.